# Гендрік Моммерс
Гендрік Моммерс  (нід. Hendrick Mommers бл. 1623, Гарлем — 1693, Амстердам) — північнонідерландський (голландський) художник другої половини XVII ст.

## Життєпис
Точної дати народження художника не збережено. За свідоцтвом історіографа Арнольда Гаубракена походив з міста Гарлем. Учень Ніколаса Берхема.
У 1640-ві роки відвідав Рим і був прийнятий до товариства «Перелітні птахи». Про шлях до Італії свідчать також картини з зображеннями Парижа та краєвидами Італії і Рима. За стилістикою мав впливи художньої манери Пітера ван Лара.
З 1647 року по сплаті грошового внеска став членом гільдії св. Луки. 1654 року його обрали деканом гільдії св. Луки. 1665 року Хендрік Моммерс оселився у місті Амстердам.
Твори художника зберігають різні музейні установи у містах —
- Амстердам
- Берлін
- Будапешт
- Брюссель
- Мюнхен
- Стокгольм
- Санкт-Петербург
- Одеса та інші.

## Обрані твори (галерея)

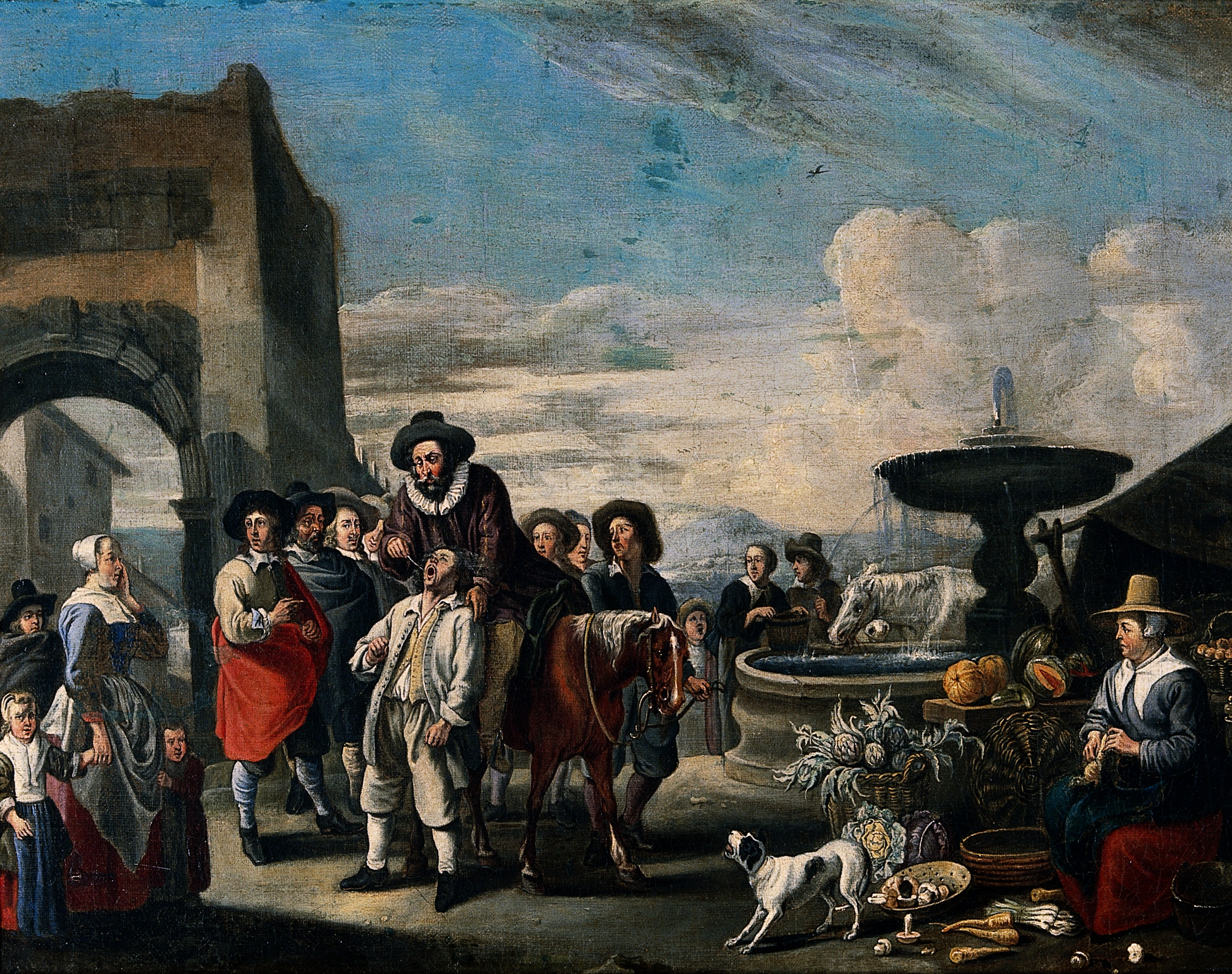
Гендрік Моммерс. «Куточок італійського ринка з мандрівним цирюльником»
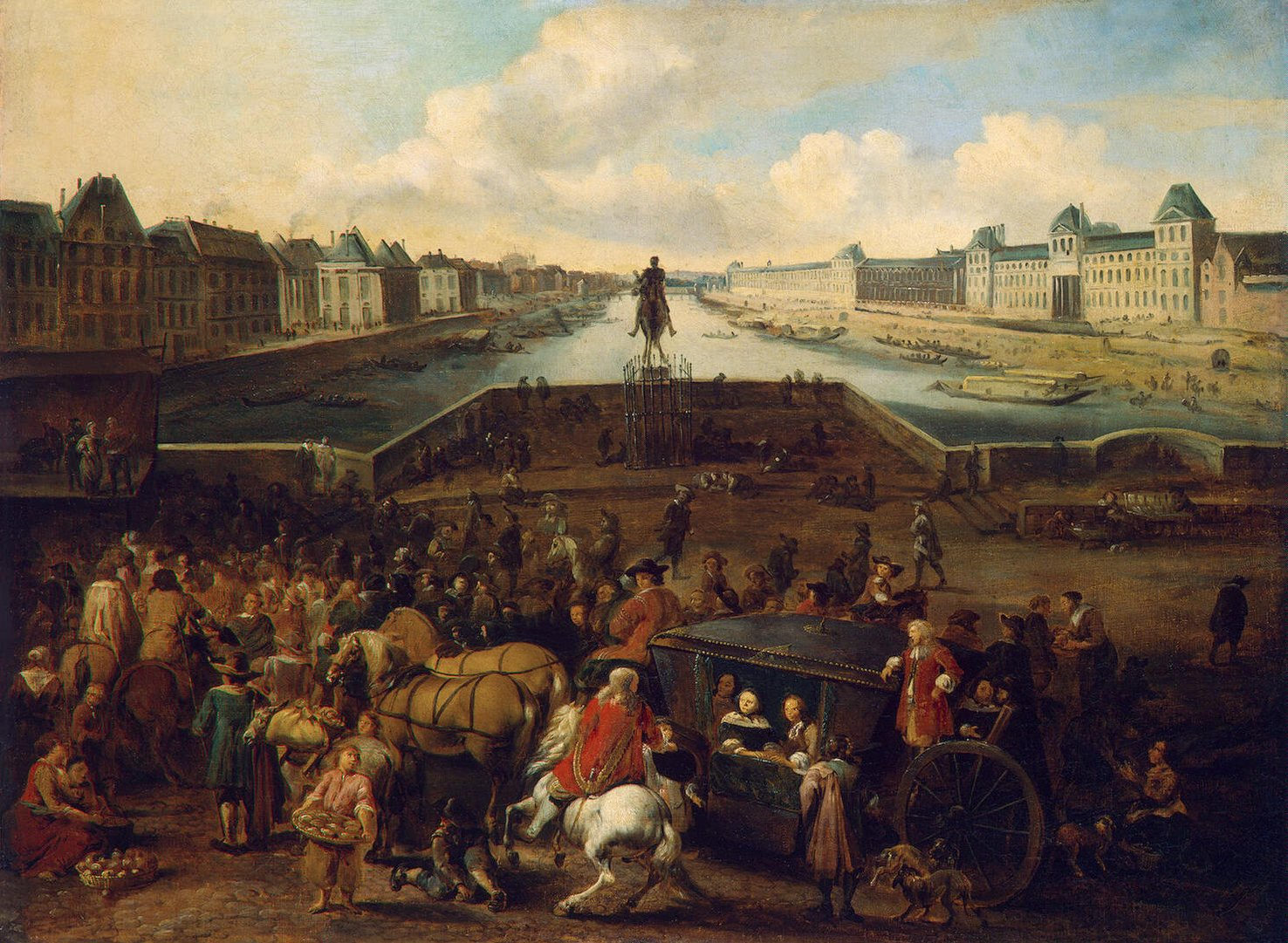
Гендрік Моммерс. «Новий міст у Парижі»
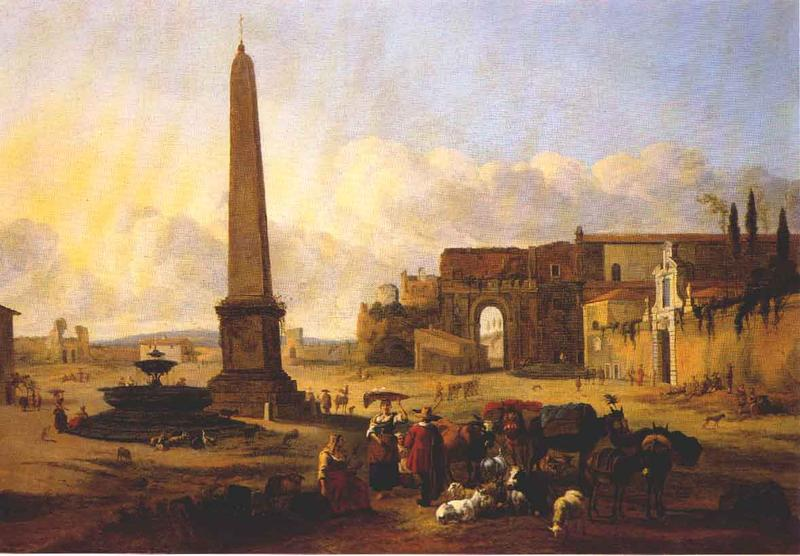
Гендрік Моммерс. «Пьяцца дель Пополо, Рим»
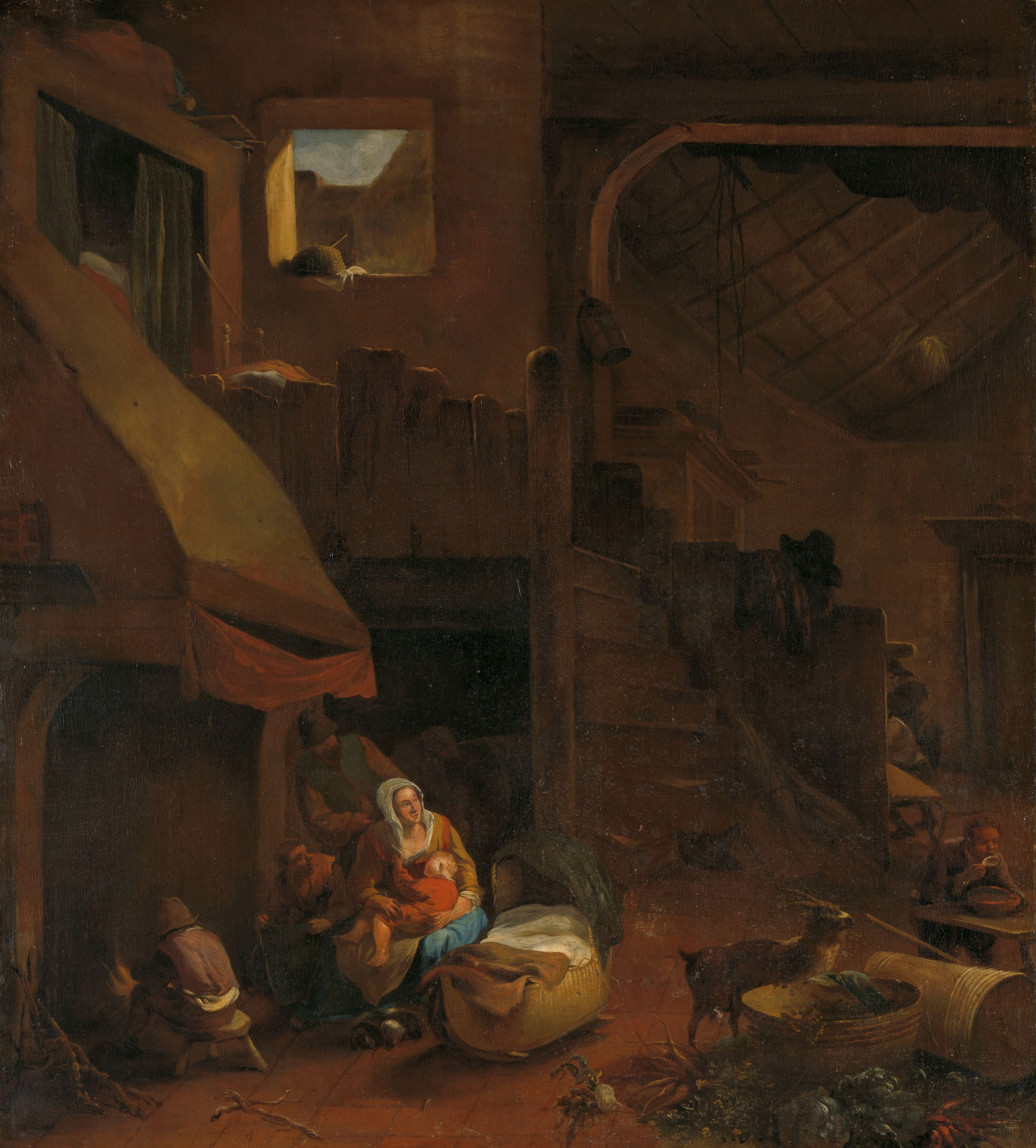
Гендрік Моммерс. «Кухня сільського будинку»